# Otmar Hasler
Pour les articles homonymes, voir Hasler (homonymie).
Otmar Hasler, né le 28 septembre 1953 à Gamprin, est un homme politique liechtensteinois, chef du gouvernement de 2001 à 2009.

## Biographie
Après des études à l'université de Fribourg en Suisse, Otmar Hasler poursuit une carrière dans l'enseignement. Député au Parlement de 1989 à 2001, il en est élu président en 1995. Membre du Parti progressiste des citoyens (Fortschrittliche Bürgerpartei - FBP) dont il est président de 1993 à 1995, il est nommé chef du gouvernement le 5 avril 2001, en remplacement de Mario Frick, à la suite de la victoire de son parti aux législatives du 11 février 2001. Il est reconduit dans ses fonctions après les élections législatives de 2005.
Sous sa direction, les prérogatives du prince souverain Hans-Adam II sont étendues par la voie d'un référendum le 16 mars 2003.
Il est remplacé à la tête du gouvernement par Klaus Tschütscher le 25 mars 2009.